# The Black Mages

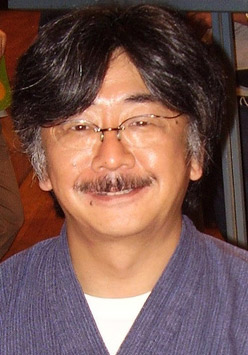
Nobuo Uematsu

The Black Mages war eine Band unter der Führung des japanischen Videospielmusik-Komponisten Nobuo Uematsu. Ihr Stil lässt sich im Wesentlichen als instrumentaler Melodic Metal mit weitläufigen Keyboard-Parts beschreiben.

## Werdegang
Uematsu überarbeitete einige seiner favorisierten Hintergrund- und besonders Kampfstücke aus den Final-Fantasy-Spielen, so dass sie in neugestaltetem Gewand auf den Alben The Black Mages (2003), The Black Mages II – The Skies Above (2004) und The Black Mages III - Darkness and Starlight (19. März, 2008) veröffentlicht werden konnten. Das erste Album war ein großer Erfolg und verkaufte sich rund 40.000 Mal. Stilistisch treten auf dem zweiten Album die Synthesizer vor den stärkeren E-Gitarren in den Hintergrund, was die Musik hier härter wirken lässt.
Nobuo Uematsu gab seinen Posten bei Square Enix auf, um sich weiterhin seinen Soloprojekten widmen zu können. Die Alben wurden bisher nur in Japan veröffentlicht, sind aber über Online-Musikplattformen auch in Deutschland oder den USA erhältlich. Am 7. August 2010 gab Nobuo Uematsu bekannt, dass sich die Band getrennt hätte; er würde aber weiterhin seine Musik mit seiner neuen Band den Earthbound Papas im Rock-Stil neu arrangieren.

## Diskografie
Alben
- 2003: The Black Mages
- 2004: The Black Mages II – The Skies Above
- 2008: The Black Mages III – Darkness and Starlight